# 2144 Marietta
2144 Marietta је астероид главног астероидног појаса са средњом удаљеношћу од Сунца која износи 2,875 астрономских јединица (АЈ).
Апсолутна магнитуда астероида је 11,0.